# Zdravko Ježić

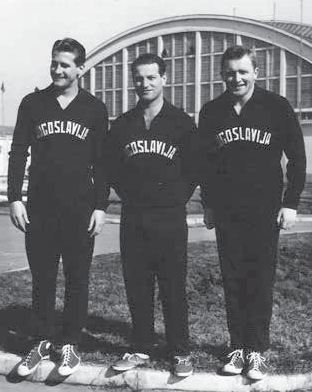
Von links nach rechts: Marijan Žužej, Juraj Amšel und Zdravko Ježić 1956 in Bukarest

Zdravko Ježić (* 17. August 1931 in Niš, Königreich Jugoslawien; † 19. Juni 2005 in Long Island, New York, Vereinigte Staaten) war ein jugoslawischer Wasserballspieler, der mit der Wasserball-Nationalmannschaft die Silbermedaille bei den Olympischen Spielen 1952 in Helsinki sowie 1956 in Melbourne gewann. Bei Wasserball-Europameisterschaften gewann er mit dem Nationalteam 1950 Bronze sowie 1954 und 1958 Silber.

## Karriere
Zdravko Ježić trat in über 400 Spielen für den Verein HAVK Mladost Zagreb an, dessen Kapitän er von 1952 bis 1962 war. Er beendete seine Karriere nach dem Gewinn des Meistertitels 1962.
Von 1950 bis 1960 wirkte der Angriffsspieler in 113 aufeinander folgenden Länderspielen mit.
1950 fand die Europameisterschaft in Wien statt. Es siegte die niederländische Mannschaft vor Schweden und Jugoslawen, die Schweden wiesen bei Punktgleichheit die bessere Tordifferenz gegenüber den Jugoslawen aus. Bei den Olympischen Spielen 1952 in Helsinki gewannen die Jugoslawen ihre Vorrundengruppe vor den Niederländern. In der Finalrunde siegten die Ungarn vor den Jugoslawen und den Italienern. Der direkte Vergleich zwischen den Ungarn und den Jugoslawen hatte Unentschieden mit 2:2 geendet, Die Ungarn erhielten die Goldmedaille dank ihrer Tordifferenz. Zwei Jahre später bei der Europameisterschaft 1954 in Turin gewannen die Ungarn wieder mit der besseren Tordifferenz vor den Jugoslawen. 1956 beim Olympiaturnier in Melbourne gewannen einmal mehr die Ungarn vor den Jugoslawen. Diesmal unterlagen die Jugoslawen im direkten Vergleich mit 1:2. Bei der Europameisterschaft 1958 in Budapest siegten die Ungarn, dahinter lagen die Jugoslawen, die sowjetische Mannschaft und die Italiener gleichauf. Die Jugoslawen erheitlen dank der Tordifferenz die Silbermedaille. 1959 gewann Ježić mit der jugoslawischen Mannschaft sowohl bei der Universiade als auch bei den Mittelmeerspielen. Bei den Olympischen Spielen 1960 in Rom erreichten die Jugoslawen ein weiteres Mal die Endrunde, belegten aber hinter den Italienern, der sowjetischen Mannschaft und den Ungarn nur den vierten Platz. Ježić warf in seinem letzten großen internationalen Turnier vier Tore.
2010 wurde Zdravko Ježić in die International Swimming Hall of Fame (ISHOF) aufgenommen. Als Begründung wurde angegeben, dass er wesentlich an der Ausprägung des temporeichen Spiels der jugoslawischen Schule in den 1950er Jahren beteiligt war.